# Vasko Naumovski

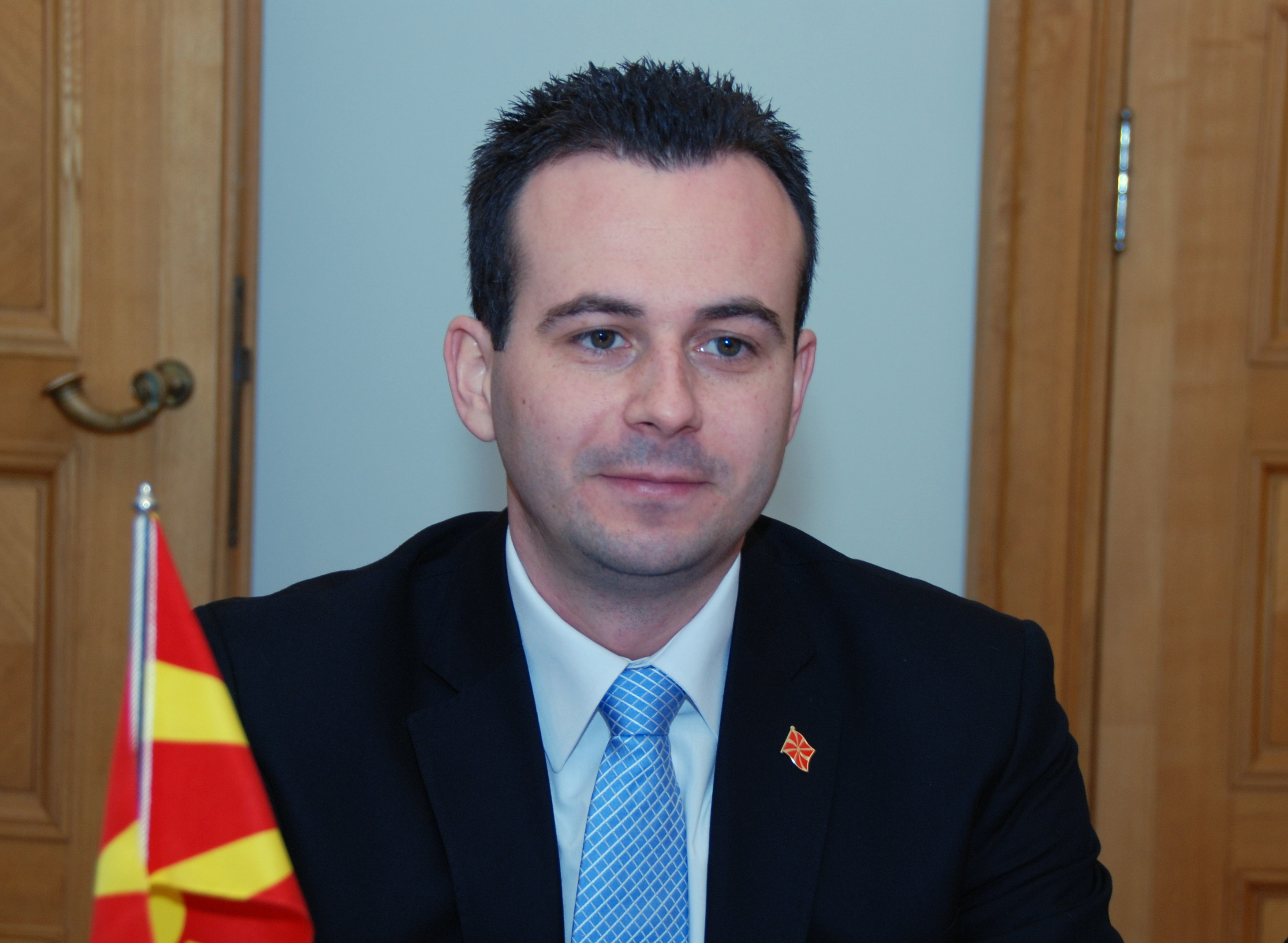
Vasko Naumovski

Vasko Naumovski (mazedonisch Васко Наумовски; * 1980 in Skopje, SR Mazedonien, SFR Jugoslawien) ist ein mazedonischer Politiker der VMRO-DPMNE
Naumovski wurde 1980 in der mazedonischen Hauptstadt Skopje geboren. Er beendete ein Studium der Rechtswissenschaft an der Universität Skopje. 2008 bekam er den Doktorgrad. Zwischen 2009 und 2011 war er stellvertretender Ministerpräsident in der Regierung von Nikola Gruevski und zuständig für die Europäische Integration.
Im Juli 2014 ernannte der Präsident der Republik Nordmazedonien, Gjorge Ivanov, Naumovski zum Botschafter des Landes in den Vereinigten Staaten und zum Sondergesandten bei den Gesprächen über den Mazedonien-Namensstreit, die unter der Schirmherrschaft der Vereinten Nationen geführt wurden. Im Oktober 2018 wurde Naumovski vom US-Außenministerium mit einer Abschiedsfeier verabschiedet.